# Micher Antúnez
Micher Emilson Antúnez Zelaya (Olanchito, Departamento de Yoro, Honduras, 23 de junio de 1993) es un futbolista hondureño. Juega como mediocampista y su actual equipo es el Social Sol de la Liga de Ascenso de Honduras.
Su hermano menor, Maynor, juega en el Real Ávila de la Tercera División de España.

## Trayectoria
Debutó en la primera división con Social Sol el 29 de julio de 2016 ante el Olimpia. Ese día —durante un encuentro válido por la primera fecha del Torneo Apertura 2016— ingresó al juego como titular y jugó los 90 minutos. El resultado del partido fue de 3-2 en favor de Olimpia. El 29 de octubre de 2016, en la victoria de 3-2 contra Motagua, la cual representó el primer triunfo de los comejamos en primera división, Antúnez marcó su primer gol en la máxima categoría del fútbol hondureño.

## Clubes
| Club          | País     | Año         |
| ------------- | -------- | ----------- |
| Social Sol    | Honduras | 2013 - 2018 |
| Real Sociedad | Honduras | 2018 - 2023 |
| Social Sol    | Honduras | 2023 - Act. |

## Palmarés

### Campeonatos nacionales
| Título                    | Club          | País     | Año  |
| ------------------------- | ------------- | -------- | ---- |
| Torneo Apertura (Ascenso) | Real Sociedad | Honduras | 2018 |
| Liga de Ascenso           | Real Sociedad | Honduras | 2019 |